# La Cruz del Palmar
La Cruz del Palmar es una localidad del estado mexicano de Guanajuato. Es parte del municipio de San Miguel de Allende.

## Demografía
| Gráfica de evolución demográfica |
|                                  |

| Censo | Población |
| ----- | --------- |
| 1900  | 469       |
| 1910  | 475       |
| 1921  | 243       |
| 1930  | 307       |
| 1940  | 270       |
| 1950  | 263       |
| 1960  | 324       |
| 1970  | 426       |
| 1980  | 474       |
| 1990  | 640       |
| 2000  | 903       |
| 2010  | 1 009     |
| 2020  | 1 248     |